# Jason Wright
Jason Thomas Wright és un astrofísic estatunidenc especialitzat en la detecció i caracterització d'exoplanetes, dels quals n'ha descobert sis com a primer autor.
Wright realitzà els seus estudis secundaris a la Brookline High School de Brookline, Massachusetts. Estudià astronomia i física a la Universitat de Boston, on s'hi graduà el 1999. Realitzà un màster en astrofísica a la Universitat de Califòrnia a Berkeley, que completà el 2003, i on també s'hi doctorà el 2006 sota la direcció de Geoffrey W. Marcy. Des de l'agost del 2009 és professor al Departament d'Astronomia i Astrofísica de la Universitat Estatal de Pennsilvània.
Ha descobert pel mètode de la mesura de la velocitat radial de les estrelles, com a primer autor, els exoplanetes: HIP 14810 c, HD 154345 b, HD 11964 c i HD 24040 b (2007); HIP 14810 d i HD 183263 c (2009).